# リセウ高等音楽院

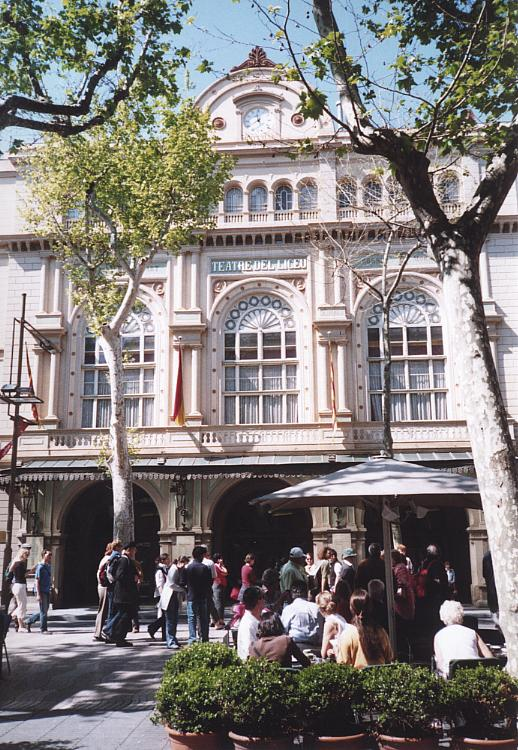
音楽院本部

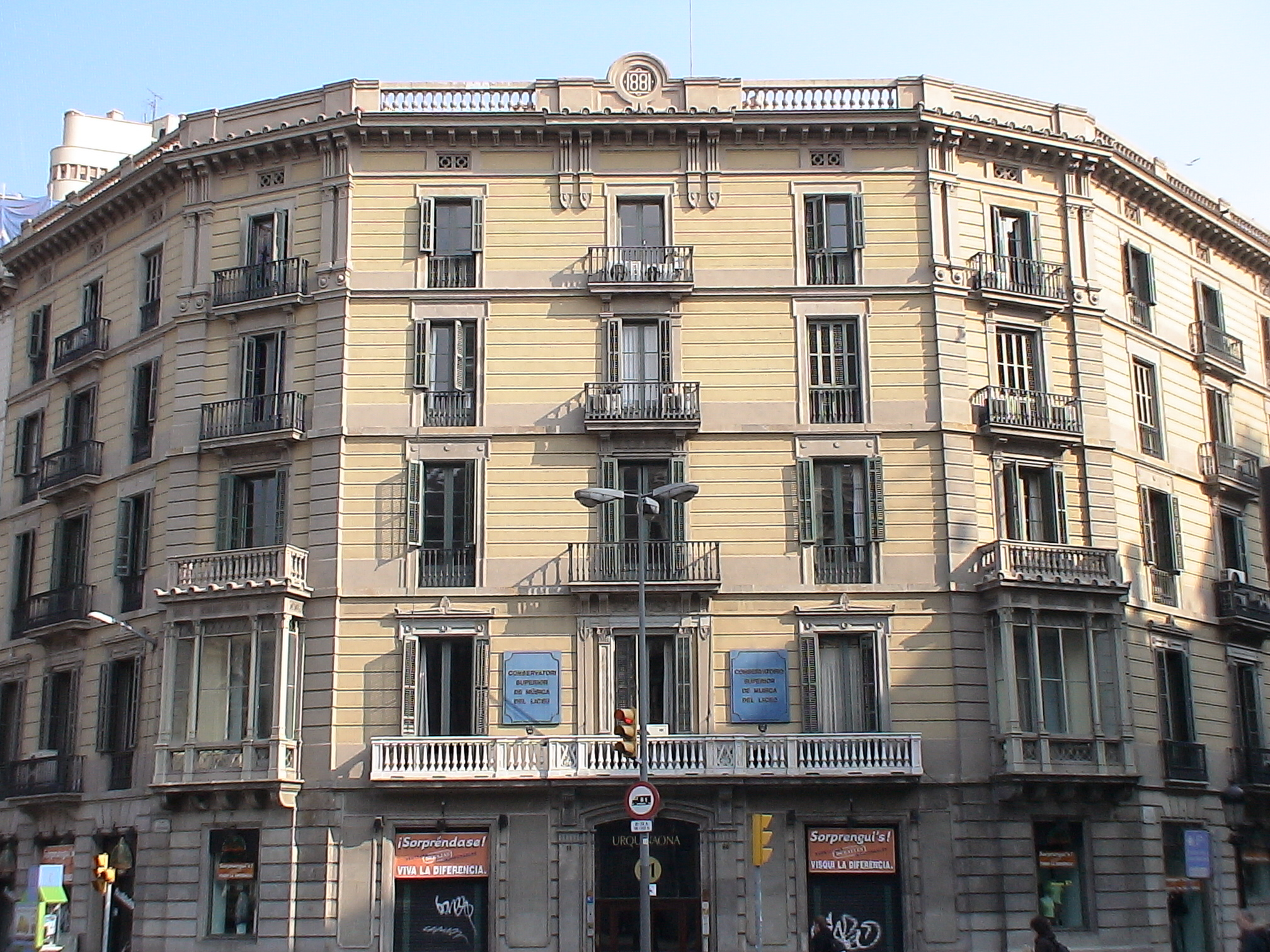
ウルキナオナ校舎

リセウ高等音楽院(Conservatori Superior de Música del Liceu)または単にリセウ音楽院は、1837年にスペインのバルセロナに設立された音楽大学・音楽学校である。経営母体はリセウ大劇場で有名なリセウ財団。スペインで最も著名な音楽院の一つである。
「リセウ」との表記は学校の所在するカタルーニャ自治州の公用語であるカタルーニャ語の名称(Conservatori Superior de Música del Liceu)を元にしている。スペイン語では「リセオ」となりConservatorio Superior de Música del Liceoと表記する。
またConservatori Superior Liceuや単にConservatori Liceuと表記するなど、カタルーニャ語とスペイン語のどちらで表記するかや高等課程を強調するかによって様々な表記が使われており一様でない。
本項では便宜上、カタルーニャ語表記で統一する。

## 沿革
1837年にLiceo Filo-dramático de Montesiónとして設立。以後リセウ大劇場の音楽家養成機関として発展。
1854年、音楽院がリセウ大劇場より分離独立。（ただし、これはあくまでも財政上の事で、劇場と一体的な関係にある事に変わりはない）
2008年度に新校舎が完成。600人の学生数を想定している。

## 特色
もともと歌劇場付設の養成所に起源をもつため声楽に強みを持っており、著名な声楽家を多数輩出している。また高等課程では、通常のギター科がクラシック音楽やスペイン音楽の演奏を学ぶのに対して、インプロビゼーションを主体としたカリキュラムによるフラメンコギター科があり、両ギター科の二重専攻を履修できる事が同校の大きな特色となっている。また、高等課程でのジャズ専攻とは別のプログラムによる音楽学校も同音楽院グループに所属しており、こちらのプログラムではアメリカのバークリー音楽大学との単位互換制度を利用した編入学が可能である。

## 著名な教員
- マヌエル・グラナドス Manuel Granados（フラメンコ・ギタリスト）
- イニャーキ・サンドヴァル Iñaki Sandoval（ジャズ・ピアニスト）
- パブロ・カザルス Pau Casals（チェリスト、指揮者、作曲家）
- グラシア・タラゴー G. Tarragó（ギタリスト、作曲家、楽譜校訂者）
- エンゲルベルト・フンパーディンク Engelbert Humperdinck（作曲家）

## 著名な出身者
- フェデリコ・モンポウ Federico Mompou（作曲家）
- リカルド・ラモーテ・デ・グリニョン Ricard Lamote de Grignon（作曲家）
- フランク・マーシャル Frank Marshall（ピアニスト）
- モンセラート・カバリェ Montserrat Caballé（オペラ歌手、ソプラノ）[1]
- ビクトリア・デ・ロス・アンヘレス Victoria de los Ángeles（ソプラノ歌手）
- コンチータ・スペルビア Conchita Supervía（メゾソプラノ歌手）
- ホセ・カレーラス Jose Carreras（テノール歌手）
- ミゲル・フレータ Miguel Burró Fleta（テノール歌手）
- フアン・ポンス Joan Pons（バリトン歌手）